# Alixan
Alixan település Franciaországban, Drôme megyében. Lakosainak száma 2698 fő (2022. január 1.). Alixan Bésayes, Bourg-de-Péage, Charpey, Châteauneuf-sur-Isère, Chatuzange-le-Goubet, Montélier, Saint-Marcel-lès-Valence és Valence községekkel határos.

## Népesség
A település népességének változása:
| Lakosok száma | 1149 | 1335 | 1703 | 2217 | 2473 | 2484 | 2509 | 2546 | 2592 | 2698 |
|               | 1968 | 1982 | 1990 | 2006 | 2013 | 2015 | 2017 | 2019 | 2020 | 2022 |